# Valença do Douro
Valença do Douro es una freguesia portuguesa del concelho de Tabuaço, con 8,96 km² de superficie y 451 habitantes (2001). Su densidad de población es de 50,3 hab/km².